# 山崎山重
山﨑 山重（やまさき やましげ、生年不明 - 天正11年〈1583年〉、通称：勘解由左衛門〈かげいさえもん〉）は、門脇公家の子孫、山﨑兵庫の子。京都から土佐に移住し、長宗我部元親に仕えた在地領主。

## 史料
以下の記述は次の3つの資料に依拠している。
1. 旧物部村の山﨑家分家が所有する系図、及びこれとほぼ同内容の岡内幸盛著『槇山風土記』（1815年）所収の「山﨑家系圖」（以下2つを合わせて物部山﨑家系図と呼ぶ）
2. 高知市鴨部の分家が所有する系図（鴨部山﨑家系図）
3. 旧土佐山田町佐古藪の分家が所有する先祖記（佐古藪山﨑家先祖記）

## 略歴

### 出自と山﨑姓の由来
物部山﨑家系図では以下のように説明されている。
名を赤鬼（あかえ）または兵庫という人物が、おそらく応仁の乱以降の混乱を避けて京都から土佐国安芸郡室津村（現在の高知県室戸市室津）に落着した。兵庫は門脇公家の流れであると記されている。門脇公家とは門脇宰相平教盛のことであり、兵庫一族は平家方であることがわかる。『物部村史』上巻の山崎氏系図（『槇山風土記』の「山﨑家系圖」を略述したもの）には冒頭に「山崎兵庫」と記されている。山崎という名字は兵庫が土佐に来る前から名乗っていたものではない。槇山の山崎名（みょう）へ来てから、この地の名称である山崎を名字として使いはじめたようである。たとえば、『物部村史』上巻には『槇山風土記』（1815年）の著者岡内幸盛の見解を引用して、「槇山の山崎に住んでそれより山崎姓を名乗ったものであろう」と記されている。地名の山崎を名乗り始めたのは安直な理由からではない。自分の支配する地の名称（名〈みょう〉の名称）を名字にしたのは、当時の武士が多くとっていた一種の政治的主張である。このことはこの名の所有権を内外に宣明する意味を有していた。山﨑の地に来住したのも個人の意思ではなかろう。おそらく長宗我部氏の土佐統一の企図の下にあったと考えられる。というのも、この後、山重は仙頭氏らと共に南側の安芸氏の家来の畠山氏に属する正延名の正延氏らを討った（後述あり）。これは長宗我部氏が安芸氏との覇権争いの端緒的な戦であり、安芸氏攻撃の為に山﨑の地に山重は派遣されたのだと考えるのが順当であろう。『物部村史』には山崎という地名の初出は1470年であると記されている。つまり、兵庫の一族が来住したときにはすでにこの地は久しく山﨑と称されていたことがうかがえる。なお、この地への移住以前の兵庫一族の姓は不明である。

### 子孫
兵庫に始まる山﨑家一族について鴨部山﨑家系図と佐古藪山﨑家先祖記では以下のように記述されている。
兵庫の代に室津から更に高瀬村に移り住んだ。『物部村史』の山﨑家系図中には兵庫の子の山重が香美郡の槇野山（槇山）の高瀬村へ来てから長宗我部元親に仕えるようになったと記されている。山重には弟がいた。名を太四郎（たいしろう）という。おそらく、山﨑姓を名乗るようになってから、逆川土居（旧土佐山田町）に移住したと考えられる。高瀬村はおそらく高瀬氏の先祖が住んでいた塩部落であろう。高瀬氏は戦国時代に兵庫よりも先に塩部落に来て支配していた。現在も高瀬氏の一族は塩部落に居住している。『槇山風土記』の系図には、山重には長男として玄蕃丞盛高（後に勘解由左衛門と改名）が記され、次に勘解由左衛門、その次に六郎左エ門という名が記されている。ここで鴨部山﨑家の系図に注目したい。それによると9人の男子があったと記されている。9人とは長男：玄蕃丞盛高、二男：四郎左衛門盛治、三男：勘解由左衛門、四男：四郎兵衛、五男：惣兵衛、六男：源左衛門盛信、七男：七郎次郎、八男：八郎左衛門、九男：九郎左衛門である。

### 土佐を統一した長宗我部家との結びつき
元親の祖父兼序（かねつぐ）の時代、居城であった岡豊城は吉良・大平・本山の連合軍によって攻められ、長宗我部家は討たれた。このとき、兼序の子千王丸（のちの国親）は6歳であった。千王丸は家来に導かれて幡多の一条氏に保護された。異説によると、岡豊城落城後、千王丸は大忍荘の槇山の山本氏あるいは専当氏に一時匿われていた。その後、専当左衛門大夫安家は槇山の諸名本（なもと）や一族を挙げて畑山氏（安芸国虎の家来）の前線となっていた東川に進出した。そこで別役三吉郎、末延小太郎、福万孫右衛門の3人の名本は降伏したが、これを迎え討った正延興兵衛は敗れ、その名田は後に山重の領地となった。このようにして山重は元親公の土佐統一にあたって戦功があり、永禄5年（1562年）に芳野城主であった長宗我部家中の若年寄野中親孝（通称：三郎左衛門）を通じて1町を給地され（「長宗我部元親知行宛行状」）、また正延（まさのぶ）城（旧香我美町正延名）の跡目（60石）を継ぐことを許された（「長宗我部元親相続安堵状」）。他に吉原村（旧吉川村吉原）に馬の飼領として7反30代、高瀬村（塩村）にて41石を給わった。給地とは長宗我部氏と主従関係を結んだことによって、支給された土地の所有者となり、給地登録人になったことを意味する。この給地登録人は一般には足軽の身分に相当するが、長宗我部時代には長宗我部氏から領地を与えられた領主を意味し、これを一領具足と呼んでいた。しかも一領具足は城持ちであった。野中親孝の父貞吉は楠目城主山田氏に仕えていたころ、韮生往還の要所を占める片地（かたじ）の陰山城主として間（はざま）に住んでいたが、1562年に間（はざま）に山重を在住させた。但し、その弟の太四郎の可能性もある。
槇山には山重の居城が大森山の頂上にあった。槇山山崎城と呼ばれていた。城址から西側下方に目をやると、大栃橋が見える。ここは物部川上流域の槇山郷や韮生郷とその下流域をつなぐ交通の要衝であり、ここを監視する役割を槇山山﨑城が担っていたと推察できる。長宗我部家の敵対勢力であった畑山氏を筆頭に安芸国虎の勢力が山を越えた南側に控えていたため、物部川上流域からの進攻に即応するためにも、この地の監視防衛は重要であった。敵の進攻が発見された場合、ここから10km下流域の芳野（吉野）にあった芳野城主野中三郎左衛門親孝（長宗我部家中において若年寄の地位にあり、この地域の代官職にあった）に知らせが入ったと思われる。現在、その城跡には城八幡神社が建っている 。『槇山風土記』に「近世に短刀を掘り出し、小社を造営して祀る」と記されており、城八幡創建の契機を確認できる。

### 四国統一に向けての讃岐進攻
山重は元親公の讃岐進攻にも従った。天正11年（1583年）十河城を落とした引田合戦において依光（頼光）四郎右衛門を討ち取った。その戦功で依光の領地130石を給わったが、その後討ち死にした。ほかに天正15年（1585年）10月の山北山川村（旧香我美町）の地検帳において3か所に槇山の山﨑勘解由左衛門（山重）の名があった。つまり、3か所に給地があった。後にこれらの給地に山重の息子たちは移住した。給地を合計すると、最大で230石以上あった。槇山における山重の居城は大森山の頂上にあり、槇山山崎城と呼ばれていた。

### 戸次川の合戦
山重が讃岐で討ち死にした後、その長男である玄蕃丞盛高は豊臣秀吉の島津討伐の命を受けた長宗我部父子に従い、豊後（大分県）の地の戸次川の合戦に参戦し、討ち死にした（天正14年〈1586年〉12月12日/新暦1587年1月20日）。『槇山風土記』には玄蕃丞郎等一人とともに山﨑惣兵衛（総兵衛）郎等一人と山﨑伝兵衛（この人物は後述の白石山﨑家の家中の者。おそらく槇山に近いことから槇山衆の物部山﨑家の者と勘違いされたのであろう）の名が雪渓寺（高知市長浜）の大位牌（おおいはい）に刻まれている、と言及されている。大位牌とは雪蹊寺のちの秦神社に蔵されている戸次川合戦死者の供養鑑板のことである（正式名：「天正十四年丙戌年十二月十二日於豊州信親公忠死御供之衆鑑板」）。これは元親公によって作られた。大位牌に先祖の名を留めることは、近世土佐の旧家にとって重大な関心事であった。

## 『槇山風土記』にみる山﨑家の広がり
『槇山風土記』所収の山﨑姓系圖は奈路の山﨑家を中心とした系図であり、子孫の地理的広がりをみてとれる。その中で小字に関する記述ではその地に先祖が移住したこと、それに伴い各地に本家や分家が新たに誕生したことを知ることができる。以下に山﨑姓系圖に基づき、各地の小字への移住者や新しく誕生した本家の広がりを記載順に記しておく。
初めに兵庫とその子山重が高瀬村（塩）に来住した。山重は戦功を立て、その後讃岐にて討ち死にした。山﨑家には正延（まさのぶ）名（旧香我美町）の跡目を継ぐことが許された。元禄元年（1688年）に小十郎が分家に譲るまで山﨑家総本家が名本（なもと）職に就いたと思われる。玄蕃丞盛高の孫である喜兵衛は郷士となり、左古（佐古）郷左川村（旧土佐山田町）の所右衛門（出自は不明だが、山重の弟太四郎の子孫の可能性あり）を養子とした。この系統が後の佐古藪山﨑家である。左近衛門が水口に住み、水通の本家となった。玄蕃丞盛高の二男である弥五郎の孫である万助が郷士職を継ぎ、高尾に移住し、高尾の本家となった。介右衛門が桑ノ川に移住した。喜兵衛の子である九郎右衛門が長岡郡甫喜山を開墾し、郷士となった。山重の次男である勘解由左衛門（後述の鴨部山﨑家の系図では三男）の子である徳左衛門が高尾に移住した。その孫である久之丞が万治3年（1660年）に郷士になり、元禄元年（1688年）には山﨑村名本小十郎（塩の山﨑家総本家の子孫と思われる）の養子となり、名本職（庄屋職）を相続した。その弟の新助が元禄4年（1691年）に名本を継いだ。久之丞の子新七が享保元年（1716年）に山﨑土居に移住し、名本職を継いだ。半七が永瀬に移住した。新七の子久之丞（祖父の名を継いだらしい）が明和4年（1767年）に山﨑土居において名本職を継いだ。その兄弟門六が根木屋の名本である與七郎の養子となり、安永2年（1733年）に名本を継いだ。久之丞の子銀蔵が天明5年（1785年）に山﨑土居において名本職を継いだ。その兄弟の要助がススダマに移住した。銀蔵の子の儀蔵が寛政11年（1799年）に山﨑土居において名本を継いだ。

## 『槇山風土記』以降の物部山﨑家の広がり

### 物部山﨑家
物部山﨑家の総本家は香美市物部町山崎小字塩にある（塩の山﨑家本家＝物部山﨑家総本家）。先祖八幡（毎年1月15日と8月15日が例祭日）を祀るほか、いざなぎ流神道の天の神様・御崎様（12本の御幣あり）を祀っている。 塩の本家から分かれた山﨑家は移住先でその地の本家と分家の関係性の中で集落を形成していった。山﨑家が最も多い部落は同山﨑の本村（奈路）であり、小字蔵用（ぞうよう）にある本家では天の神様・御崎様（仮面あり）を祀っており、氏神は山崎神社である（祭神は神母大明神）。物部山崎家の家紋は全家共通して丸枠に五本骨日の丸扇である。
鴨部山﨑家
鴨部（高知市）に出た物部山﨑家の分家である。江戸時代に鉄砲鍛冶として富を蓄え、山内家に仕えた。鍛治屋敷と呼ばれる屋敷に住まい、以前その改築時に屋根裏から系図を記した巻物が発見された。この系図を鴨部山﨑家系図と呼ぶ。

#### 物部山﨑家系図と鴨部山﨑家系図の関係
物部山﨑家系図には山重の子として玄蕃丞盛高、勘解由左衛門、六郎左エ門の3人の男子が記されている。他方、鴨部山﨑家系図には9人の男子が記されている。この差についてだが、物部山﨑家系図の六郎左エ門はおそらく6人目の男子ということであろう。そのため少なくとも6人の男子があったと推測がつく。鴨部山﨑家の系図によると、6番目は源左衛門盛信であり、この人物の別称が六郎左エ門なのであろう。この点から、物部山﨑家系図には3人の男子の名しかないが、奈路の山﨑家にとって必要なもののみしか書写しなかったという可能性が大きい。それゆえ、両系図に大きな齟齬はないと判断し、相互補完的に扱う。

#### 平教盛の子通盛の子孫
系図は「山﨑姓系圖」と題され、桓武天皇から表記が始まっている。『槇山風土記』の山﨑姓系図と物部山﨑家分家所有の系図では平教盛の子孫ということしかわからないが、鴨部山﨑家系図ではさらにその子の通盛の子孫ということまで記されている。教盛は壇ノ浦赤間関にて入水、通盛は一の谷にて討ち死にしたと記されている。
山重の長男の玄蕃丞盛高は戸次川の合戦（豊後）で討ち死にした。次男の四郎左衛門盛治は山川村（旧香我美町）に住んだ。その長男の又左衛門盛清は大津村（高知市）に移住し、その後正延村（旧香我美町）に移住している。その弟二人は大津村（高知市）に移住している。長宗我部地検長の中の鴨部村地検帳にもその名がみえる。三男の勘解由左衛門は山﨑村（塩部落）に住んだと明記されている。四男の四郎兵衛は土佐郡莇野（あざみの）（高知市薊野〈あぞうの〉）に住んだ。五男の惣兵衛は土佐郡石立村（高知市石立町）に土地を給地された。戸次川の合戦で討ち死にしている。六男の源左衛門盛信は土佐郡鴨部村（現高知市鴨部）に住み、今日の鴨部山﨑家の祖となった。七男の七郎次郎は奈和利（なわり）（奈半利町）に住んだ。田野（田野町）にも土地を持った。八男の八郎左衛門は佐川番衆の一人として佐川郷に給地（佐川番給地）を得て、片岡氏に仕え、三野村（本三野：佐川町乙三野）に居住した。文徳に給地があった。九男の九朗左衛門は特記事項なし。

#### 山﨑三社神社
高知市鴨部上町に山﨑神社がある。ここは鴨部山﨑家の氏神社である。正式名は山﨑三社神社であり、家紋は丸に山である。〇枠に「山」の字をデザイン化したものである。

#### 戸次川の合戦において戦死した土佐武士のための鎮魂碑
天正14年〈1586年〉12月12日、豊臣秀吉の命を受けた四国勢6,000余と大友勢の連合軍は、優勢な島津勢18,000と戸次川原で激突した。四国勢の戦死者二千を超える殲滅戦となった。戸次河原は長宗我部信親及び家来700余人の土佐武士の最も壮烈を極めた終焉の地である。この地に昭和61年8月と平成14年8月に二基の鎮魂碑が建立されている。そこに山崎玄蕃丞盛高、惣兵衛、伝兵衛の名が刻まれている。鎮魂碑建立の発起人は鴨部山﨑家一族で高知大学名誉教授の故山﨑重明（しげとし）氏である。平成14年建立の鎮魂碑には山﨑伝兵衛は「片岡家中」と刻まれ、物部山﨑家の一族ではなく、片岡家の関連人物とされている。なお、この伝兵衛という人物は『在所村史』39頁には韮生郷白石の轡（くつわ）城主山﨑氏の一族とされている。おそらくこの後者が正しいと思われる。
長宗我部信親の終焉の地にほど近いところに成大寺（じょうだいじ）がある。ここに鶴賀城主利光宗魚の墓がある。また信親をはじめとした土佐兵700人衆の供養碑もある。毎月17日に地元の有志の方々によって慰霊祭が行われている。この戦による多くの亡骸が山崎台に葬られた。山崎台には信親公の墓がある。そのほかに鎧塚や十河存保の墓もあり、ここでは毎年12月12日に地元の住民によって慰霊祭が執り行われている。さらに鎮魂とともに地元では戸次川の合戦の伝承と地域おこしのために大野川合戦まつりが毎年11月に開催されている。

### 片地川流域の山﨑家

#### 佐古藪山﨑家
旧土佐山田町の佐古藪や間（はざま）にも山﨑家が数軒ある。間にある香美市市営墓地には家紋の異なる二つの系統の山﨑家がある。一方の家紋は物部山﨑家と同じ「丸に五本骨日の丸扇」であり、他方は「丸に二つ鱗」である。『槇山風土記』の山﨑姓系圖によると、山重の長男盛高の長男六兵衛に喜兵衛という長男がいた。喜兵衛は山田郷（旧土佐山田町）に出て佐古郷佐川（佐古藪）の所右衛門を養子にした。この人物が佐古藪山﨑家の先祖となったわけだが、名前以外にはまったく素性が知れない。山重の弟の太四郎の子孫かもしれない。貞享3年（1686年）に所右衛門と源六（喜兵衛の実子九郎右衛門の子）と小松祐左衛門ら三人は、奉行職の深尾四郎右衛門、大庭又兵衛、吉田次郎左衛門に出自を話し、郷士職に取り立ててもらっている。間の香美市市営墓地における日の丸扇の家紋はおそらく佐古藪の山﨑家のものであろう。丸に二つ鱗の家紋を有する山﨑家についてはそのルーツも含めて不明である。
香美市市営墓地には佐古藪山﨑家の先祖記の碑がある。以下はその内容である。なお、原文は縦書きである。〇は判読不可部分である。他の系図（物部山﨑家系図と鴨部山﨑家系図）と比較すると、次の特徴がある。冒頭に山﨑玄蕃丞の名がみえるが、山重の誤りである。通名が同じ（勘解由左衛門）ために生じた混同であろう。出身地の「摂州」は他の系図には記されていない。元親公に仕えて高瀬に落着したこと、知行高、依光四郎右衛門を討ち取った点などは他の系図と一致する。なお、「（以二字不明）」の二字とは「跡目」である。以下には読みやすさを考慮して「跡目」を記した。

#### 間（はざま）山﨑家
先祖の出自が物部村山﨑であるという本家の伝承がある。系図類はない。他の山﨑家とのつながりは不明である。家紋は四つ菱つまり武田菱である。武田菱といえば、佐川町の武田山﨑家と同じである。

#### 逆川土居山﨑家
逆川土居に存在する。先祖は山﨑勘解由左衛門山重の弟山﨑太四郎である。系図類はない。八坂神社の左側に山﨑太四郎の社がある。家紋は八角枠に日の丸扇である。

#### 上逆川山﨑家
系図類はなく、出自も不明である。家紋は丸に畳み扇を縦に二本であった。扇つながりで物部山﨑家と関係はありそうである。

#### まとめ
片地川流域の山﨑家では物証と伝承を根拠にして山﨑勘解由左衛門山重に太四郎という弟がいたことが判明した。片地川流域の山﨑家の家紋は、
1. 所右衛門の子孫＝丸に日の丸扇の家紋の佐古藪山﨑家
2. 武田菱の家紋の間山﨑家
3. 八角枠に日の丸扇の家紋の逆川土居山﨑家
4. 畳み扇の家紋の上逆川山﨑家

と多様であった。なお、上記に付け加えて、丸に二つ鱗の家紋の山﨑家があることもわかっている。少なくとも1 - 4までは「扇」つながりにより、どれも物部山﨑氏とつながりがありそうである。

### 甫喜山山﨑家
盛高の長男の六兵衛、さらにその長男喜兵衛の実子九郎右衛門は甫喜山東川にて荒地開発に従事し、郷士となった。九朗右衛門の長男が源六であった。源六の子孫が甫喜山東川の山﨑家である。当家に「先祖は大栃（旧物部村の中心地）の出身」との伝承あり。本家の家紋は日の丸扇ではないが、分家の家紋が丸枠に五本骨日の丸扇であり、物部山﨑家と同じである。

### 大津山﨑家（田邊島山﨑家）
『大津村史』によると、田邊島の山﨑家の始まりは又左衛門という人物である。その由来について「本姓は佐々木氏、いわゆる近江源氏の末裔で、先祖又左衛門が土佐に下り大津に住居、長宗我部に仕えて五十石を知行したとその家譜に記されている。その子又右衛門は山内家に仕えて安芸の分一役などを勤めた」と記されている。この又左衛門という人物だが、この名称は鴨部山﨑家系図にもみられる。山重の次男である四郎左衛門盛治は山川村（旧香我美町）に住んだが、その長男を又左衛門盛清という。彼は大津村（高知市大津）に移住し、その後正延村（旧香我美町）に移住している。その弟二人は大津村に移住している。こうした記述から田邊島の山﨑家の遠祖の又左衛門は鴨部山﨑家の系図にみられる又左衛門と同一人物である可能性が高い。時代的にも符合する。なお、『大津村史』における田邊島の山﨑家の「本姓は佐々木氏、いわゆる近江源氏の末裔」という由来は、家譜作成時に氏の由来が不明であったために便宜的に巷間に流布する大族山﨑氏の由来を借用したものと考えられる。結論として、大津山﨑家（田邊島山﨑家）は物部山﨑家の分家である可能性が極めて高い。

### 旧天坪村の山﨑家
現在の香美市土佐山田町の天坪や繁藤などはかつて天坪村であった。この村内に山﨑氏が数件あると『天坪村史』（1951年）は記録している。以下は同書に依拠した記述である。山﨑家は馬瀬に一軒、角茂谷に一軒、戸手野に二軒、河之川及び追廻に六軒、樫谷に八軒、繁藤に二軒ある。馬瀬山﨑家は170年前に西岡家に野市より山﨑熊吉が婿入りし、姓を山﨑と名乗り始めた。そのため血統は西岡である。繁藤の二軒のうち、一軒はもともと小笠原を称していたが、明治初年に高知市の士族山﨑家の姓を譲り受け、以後山﨑を名乗るようになったため物部山﨑家とは別系統である。もう一軒は大正期前後に高知市より移住してきたものであるが、もとは片地の出身であり、物部山﨑家の子孫である。角茂谷と戸手野はともに兄弟であり、佐古村逆川より角茂谷に来て、昭和初めに戸手野に分かれた。このことから物部山﨑家の子孫である。河之川と追廻、樫谷の山﨑家は物部山﨑家より分かれたものである。なお、繁藤の徳岡家も物部山﨑家の子孫である。玄蕃丞盛高の曾孫である九郎右衛門が甫喜山郷東川において荒地を申し受けて開墾し、郷士職を許された。九郎右衛門は甫喜山山﨑家の始まりである。彼には五子があった。長男源六、二男勘介、三男馬之介、娘二人であった。その後、子孫が河之川や追廻に広がった。河之川・追廻の山﨑家の家紋は丸に桔梗、樫谷山﨑家の家紋は丸に三菱である。

### 滝本山﨑家
南国市滝本にも山﨑家が多い。現地調査を試みたが詳細不明であり、確定困難であった。本家はすでに東京に転居し、史料は一切ないとのことであった。分家の方に話を聞いたところ、先祖は足軽であり、元親公の下で戦において功があったため、元親公から長宗我部家の家紋である片喰をアレンジした剣片喰の家紋をいただいたとの伝承がある。以前、滝本は天坪村であったことを考え合わせると、甫喜山山﨑家の子孫が移住した可能性がなくもない。また、長宗我部家の家来の中で戦功があった山﨑氏と言えば、感状をもらった山﨑勘解由左衛門山重ぐらいなので、おそらく物部山﨑家から甫喜山山﨑家、そして滝本山﨑家という流れが自然であるように思われる。

### 山川山﨑家
山重の次男の四郎左衛門盛治は山川村に住んだ。今でもその子孫が山川在住である。家紋は物部山﨑家と同じ日の丸扇であり、先祖は物部村出身という伝承がある。

### 正延山﨑家
山重の次男の四郎左衛門盛治は山川村に住んだが、その長男又左衛門盛清ははじめに大津村に移住し、その後正延村に移住している。今でもその子孫が存在し、墓石に刻まれた家紋は物部山﨑家と同じく丸枠に五本骨日の丸扇である。

## 物部山﨑家とは系統の異なる高知県内の山﨑家諸家
山﨑兵庫及び山重父子につながる物部山﨑家の広がりを上に記した。高知県内には山﨑姓が多い。誤解のないように物部山﨑家とは系統の異なる主な山﨑家を以下に記しておく。

### 白石山﨑家
旧香北町にも別系統の山崎家があった。もと攝津山崎の住人であったが、乱を避け土佐に入り、山田氏に仕えた。藤大夫祐明(？〜1536)の代に長宗我部氏に仕え岡豊八幡宮の下司となった。祐明には祐節という子があった。父の後を継ぎ、八幡宮神主の谷氏のあとに神主となった。韮生郷白石の轡（くつわ）城主であった萩野織部が元親の阿波出兵の命を拒み、元親配下の秦泉寺掃部に討ち取られた後に祐節がその城主となった。九郎五郎は阿波勝瑞の役で戦没し、伝兵衛は戸次川の合戦で討ち死にした。子の祐品の代に長宗我部家が滅亡して所領を失い、祐品の子九郎右衛門は山内氏に出仕し、白石村の名本（なもと）を命ぜられ、子孫は相次いでこの職を務めた。

### 横矢山﨑家
旧鏡村には旧物部村と同様に山﨑姓が多い。本家筋が所有する先祖記によると、旧鏡村の山﨑家は1017年に出羽国（山形県飽海郡：現在の酒田市と遊佐町）から現住所地の旧鏡村横矢に移住してきた。

### 武田山﨑家
戦国武将武田勝頼の子孫とされるのが佐川町三野の武田山﨑家である。公式には武田信玄の後継者である勝頼は討ち取られているが、伝説上は遠戚の香宗我部氏を頼って土佐に落ち延びてきたといわれており、旧土佐山田町の大法寺から現仁淀川町の大崎へ移住したという。この間、長宗我部氏の保護の下で片岡氏に仕えた。このとき大崎姓に変え、名を玄蕃と名乗った。大崎玄蕃は戸次川の戦いにも参戦したという。その後、三代目信房の時に理由は不明だが山﨑姓を名乗り始めた。五代目頼詣の時に佐川町三野に移住した。
一方、物部山﨑家だが、山崎山重の八男である八郎左衛門が佐川町三野に移住し、片岡家に仕えていた。大崎家が山崎を名乗り始めた時期と、八郎左衛門が三野に移住した時期は近い。また、大崎家と山﨑家は同時期に片岡家に仕えていたと考えられる。ここで疑問がある。なぜ大崎玄蕃は山﨑姓を名乗るようになったのか。当時は長宗我部の一領具足は山内家の追及を逃れるため姓をよく変えた。この点について武田勝頼土佐の会の会長も不明という。そこで仮説であるが、大崎家は佐川町の山﨑八郎左衛門と姻戚関係を結んだという可能性もある。

### 横畠山﨑家
『越知町史』によると、戦国時代、片岡氏の家来に越知町横畠（横畠本村）に本拠を置く山﨑氏があった。1586年に戸次川の戦いで山﨑孫右衛門正俊が討ち死にした。正俊は山内藩治世下の横畠村で累代にわたって庄屋職を務めた山﨑家の祖である。佐川町出身の医師山﨑立生氏はその子孫である。

### 高知市内の山﨑家（潮江山﨑家他）
高知市には古くからの山﨑家は三系統ある。
1. 山内一豊公に仕え、京都より入国した、後の潮江庄屋の家系である（潮江山﨑家）。土佐における初代山﨑左馬之助の先祖は摂津三田城の城主であった。二代藩主山内忠義の命により、三代目の弥右衛門は下知村（江ノ口川河口）、豊永郷（大豊町）、東諸木（高知市春野町）において新田開発を行った。その名残として東諸木亀割に弥右衛門を祀る山﨑神社がある。
2. 尾土焼の家系の山崎家がある。読みは「やまざき」である。この山﨑家は摂津有馬城主山﨑左馬助を祖とする。この子孫の山﨑平内は尾土焼窯初期の陶工である。
3. 長宗我部氏と対立した山﨑家がある。詳細不明だが、近江国犬上郡山崎城主の子孫であり、阿波三好氏に仕え、その後土佐にて本山氏や山内氏に仕えた家系である。

### 吾井郷山﨑家
須崎市にも山﨑姓が多い。ここは伊賀国より永禄（1560）年前後に吾井郷に来住した。その子孫に吾井郷庄屋の山﨑喜蔵がおり、彼とその弟広馬は土佐勤王党に入党し、活躍した。

### 下田山崎家
四万十市下田町の山崎家は屋号を平田屋という。江戸や大阪との取引によって財を成した豪商で、広大な屋敷を構えて山内家の代官や幡多郡の奉行を出迎え、天保から慶応年間にかけて全盛を極めたとされる。

### 以布利山﨑家
土佐清水の以布利山﨑家は屋号を吉田屋という。吉田屋山﨑家は古くから大地主であった。

### 中浜山﨑家
土佐清水の中浜山﨑家は屋号を山城屋という。江戸時代後期、中浜の山﨑儀右衛門（1790 - 1846）は鰹節製造、回船業者であった。2代武兵衛の時代に山城屋と号した。3代目の儀右衛門の時代が最盛期で御目見得、名字帯刀を許された。山城屋の4代武兵衛の弟に儀兵衛がいた。1851年に分家して山西家と号した。良質の鰹節を製造販売した。1858年には中の浜浦の惣組頭に任ぜられた。

## 補足

### 山崎製パン株式会社の社名の由来
山崎製パンは飯島藤十郎が昭和23年に創業した。創業当時、別のパン屋事業にも関わっていたため飯島名義では開業許可が下りなかった。そこですでに結婚し、別姓を名乗っていた妹・裕代の姓を借りて社名を山崎製パンとした。姓の「山﨑」は常用漢字の「崎」を使用し、読み仮名も関東風に「ヤマザキ」と濁音をつけた。裕代の夫は山﨑要太郎といい、藤十郎が若い頃にパン屋の中村屋で修行していた当時の仲間であった。但し、この頃すでに要太郎は亡くなっていた。彼は物部村山﨑の出身であり、山﨑勘解由左衛門山重の子孫である。